# Heiderscheid
Heiderscheid (luxemburgisch Heischentⓘ) ist eine Ortschaft der luxemburgischen Gemeinde Esch-Sauer. Bis Ende 2011 war Heiderscheid der Hauptort der gleichnamigen Gemeinde, die zum Kanton Wiltz gehörte. Die Gemeinde Heiderscheid wurde zum 1. Januar 2012 mit den Gemeinden Neunhausen und Esch-Sauer zu einer neuen Gemeinde fusioniert, die den Namen Esch-Sauer erhielt. In Heiderscheid befindet sich einer der leistungsstärksten Windparks Luxemburgs, siehe Liste von Windkraftanlagen in Luxemburg.

## Zusammensetzung der ehemaligen Gemeinde
Die Gemeinde Heiderscheid bestand aus den Ortschaften:
- Dirbach,
- Eschdorf,
- Heiderscheid,
- Heiderscheidergrund,
- Hierheck,
- Merscheid,
- Ringel,
- Tadler.

## Wappen (Beschreibung)
In Silber ein springender schwarzer rot gezungter Eber auf fünf roten Balken aufgelegt.